# 鈴木春山 (画家)
鈴木 春山（すずき しゅんざん）は、江戸時代中期から後期の狩野派の画家、伊勢崎藩に仕えた武士で武術家。同じく伊勢崎藩士の栗原五百二正重に師事して学んだ荒木流拳法を、自らの居住地である茂呂村に伝えた。

## 名前
姓は鈴木、通称は円太夫、諱は義直、後に宣得。春山は号で、画家としての師である狩野春笑に倣ったもの。晩年には良寛とも号した。法名は常楽院春山宣得居士。

## 生涯
元文3年（1738年）、上野国佐位郡茂呂村に、画家の鈴木不求（狩野良信）の子として生まれる。江戸に出て狩野春笑に師事して画技を修め、茂呂村に帰ると父に代わって伊勢崎藩に出仕し御用絵師となった。
絵師としての仕事では寛政10年（1798年）伊勢崎町古図がよく知られているが、他にも本妙寺の鬼子母神堂や美茂呂町の退魔寺の格天井に描かれた天井絵をはじめ、多くの作品が遺されている。
武術家としては、伊勢崎藩で武芸指南役も勤めた栗原五百二に師事し、荒木流拳法の免許皆伝となった。春山はそれまで藩士の間で伝承されてきた荒木流を茂呂村で教伝し、自らの息子である鈴木松山や下山玄涼のほか、名主である大和兵内に免許皆伝を与えている。文化11年（1814年）、77歳で没した。

## 家族
息子の松山は通称郡治、諱を宣周といい、春山から狩野派の画技と荒木流拳法の両方を学んで共に御用絵師を勤めたが、父に先立って50才で没した。二男の玄涼は下山家に養子に出ており藩にも出仕した。こちらも荒木流拳法の皆伝である。